# Plagiolepis kuenowi
Plagiolepis kuenowi é uma espécie de formiga do gênero Plagiolepis, pertencente à subfamília Formicinae.